# Здание железнодорожного вокзала (Чернигов)
Здание железнодорожного вокзала — памятник архитектуры местного значения в Чернигове. Здание используется по назначению — станция «Чернигов».

## История
Решением исполкома Черниговского областного совета народных депутатов от 26.03.1984 № 118 присвоен статус памятник архитектуры местного значения с охранным № 14-Чг.
Здание имеет собственную «территорию памятника» и расположено в «охранной зоне» (застройка вокруг Вокзальной площади, также включает «мемориальную доску, в честь черниговцев — героев-подпольщиков»), согласно правилам застройки и использования территории. На здании установлена информационная доска.
В 2001 году на фасаде здания была установлена «мемориальная доска, в честь черниговцев — героев-подпольщиков» (времён Великой Отечественной войны) — памятник истории вновь выявленный с охранным № 7014, согласно Приказу управления культуры Черниговской областной государственной администрации от 27.05.2003 № 122.

## Описание
Вместе с другими зданиями образовывает архитектурный ансамбль Вокзальной площади.
В 1899 году работал железнодорожный вокзал («Старый Чернигов») на левом берегу Десны. В 1916 году начал строиться новый вокзал на правом берегу, в связи со строительством линии до Гомеля. В 1920-е годы была построена ж/д линия Чернигов—Нежин. Открыт железнодорожный вокзал на правом берегу Десны после завершения строительства ж/д линий до станций «Новобелица» (Гомель) и «Овруч» 4 ноября 1928 года, а старый был закрыт. В 1929 году был построен мост через реку Десна, таким образом, связав железнодорожным сообщением Чернигов с Нежином и Прилуками. Здание во время Великой Отечественной войны в июле 1941 года было разрушено немецко-фашистской авиацией. 
В послевоенные годы в период 1948-1950 годы на месте разрушенного было построено новое здание железнодорожного вокзала по проекту архитекторов В. О. Лоскутова и Г. И. Гранаткина. По другим данным строительство было завершено в 1949 году, а вокзал был открыт в январе 1950 года. 

внутри здания: северное крыло
внутри здания: вход в южное крыло
охранная доска
мемориальная доска, в честь черниговцев — героев-подпольщиков

Кирпичный, одно-трёх-этажный, прямоугольный в плане дом. Состоит из разновеликих объёмов, которые постепенно вырастают к центру, над которым подносится укрытый шатром восьмерик (башня). Фасад симметричный, направлен к Вокзальной площади, линия карниза завершается многочисленными фронтонами. В декоре сочетаются элементы классицизма и нарышкинского барокко. Боковые секции имеют аркады (по три колонны, которые образовывают по 4 арочных свода); далее в стороны расположено по входу, которые украшены полуколоннами и другими элементами декора. Центральный объём здания выступает за основную линию фасада, имеется три входных двери, где первый этаж увенчан фронтоном, далее расположен арочный портал второго этажа с окном, украшенный декором и барельефом (герб с флагами). Центральный объём украшен по бокам секциями с полуколоннами, балконами и розетками, выходы на балкон и сами секции увенчаны сандриками. Центральный зал украшен тематическими барельефами. 
В 1999 году здание было отреставрировано, сохранив исконный вид, за исключением цвета фасада: первый этаж был перекрашен из зеленого цвета в красный.
Вокзал был местом съёмок сериала «Небо в горошек» (2004 год).